# Дитер (тауншип, Миннесота)
Дитер (англ. Dieter) — тауншип в округе Розо, Миннесота, США. На 2000 год его население составило 162 человека.

## География
По данным Бюро переписи населения США площадь тауншипа составляет 115,0 км², из которых 115,0 км² занимает суша, водоёмов нет.

## Демография
По данным переписи населения 2000 года здесь находились 162 человека, 65 домохозяйств и 51 семья. Плотность населения —  1,4 чел./км². На территории тауншипа расположено 77 построек со средней плотностью 0,7 построек на один квадратный километр. Расовый состав населения: 98,77 % белых, 0,62 % азиатов, 0,62 % — других рас США. Испанцы или латиноамериканцы любой расы составляли 0,62 % от популяции тауншипа.
Из 65 домохозяйств в 27,7 % воспитывались дети до 18 лет, в 66,2 % проживали супружеские пары, в 4,6 % проживали незамужние женщины и в 21,5 % домохозяйств проживали несемейные люди. 15,4 % домохозяйств состояли из одного человека, при том 6,2 % из — одиноких пожилых людей старше 65 лет. Средний размер домохозяйства — 2,49, а семьи — 2,78 человека.
21,6 % населения — младше 18 лет, 6,2 % — в возрасте от 18 до 24 лет, 27,2 % — от 25 до 44, 24,1 % — от 45 до 64, и 21,0 % — старше 65 лет. Средний возраст — 43 года. На каждые 100 женщин приходилось 105,1 мужчин. На каждые 100 женщин старше 18 приходилось 111,7 мужчин.
Средний годовой доход домохозяйства составлял 45 875 долларов, а средний годовой доход семьи —  47 143 доллара. Средний доход мужчин —  30 455  долларов, в то время как у женщин — 31 667. Доход на душу населения составил 18 128 долларов. За чертой бедности не находилась ни одна семья и 5,9 % всего населения тауншипа, из которых 10,7 % старше 65 лет.